# NHL Winter Classic 2014
Das NHL Winter Classic 2014 war ein Freiluft-Eishockeyspiel, das am 1. Januar 2014 im Rahmen der Saison 2013/14 der National Hockey League (NHL) ausgetragen wurde. In dieser sechsten Auflage des NHL Winter Classics unterlagen die Detroit Red Wings im Michigan Stadium von Ann Arbor den Toronto Maple Leafs mit 2:3 nach Shootout. Dabei wurde mit 105.491 Zuschauern ein neuer Rekord für eine Eishockeypartie aufgestellt. In Anlehnung an das bisherige Rekordspiel (The Big Chill at the Big House) bekam das NHL Winter Classic 2014 den Untertitel The Big House. 
Die Begegnung sollte ursprünglich bereits am 1. Januar 2013 stattfinden, wurde allerdings aufgrund des Lockouts der Saison 2012/13 um ein Jahr verschoben.

## Hintergrund

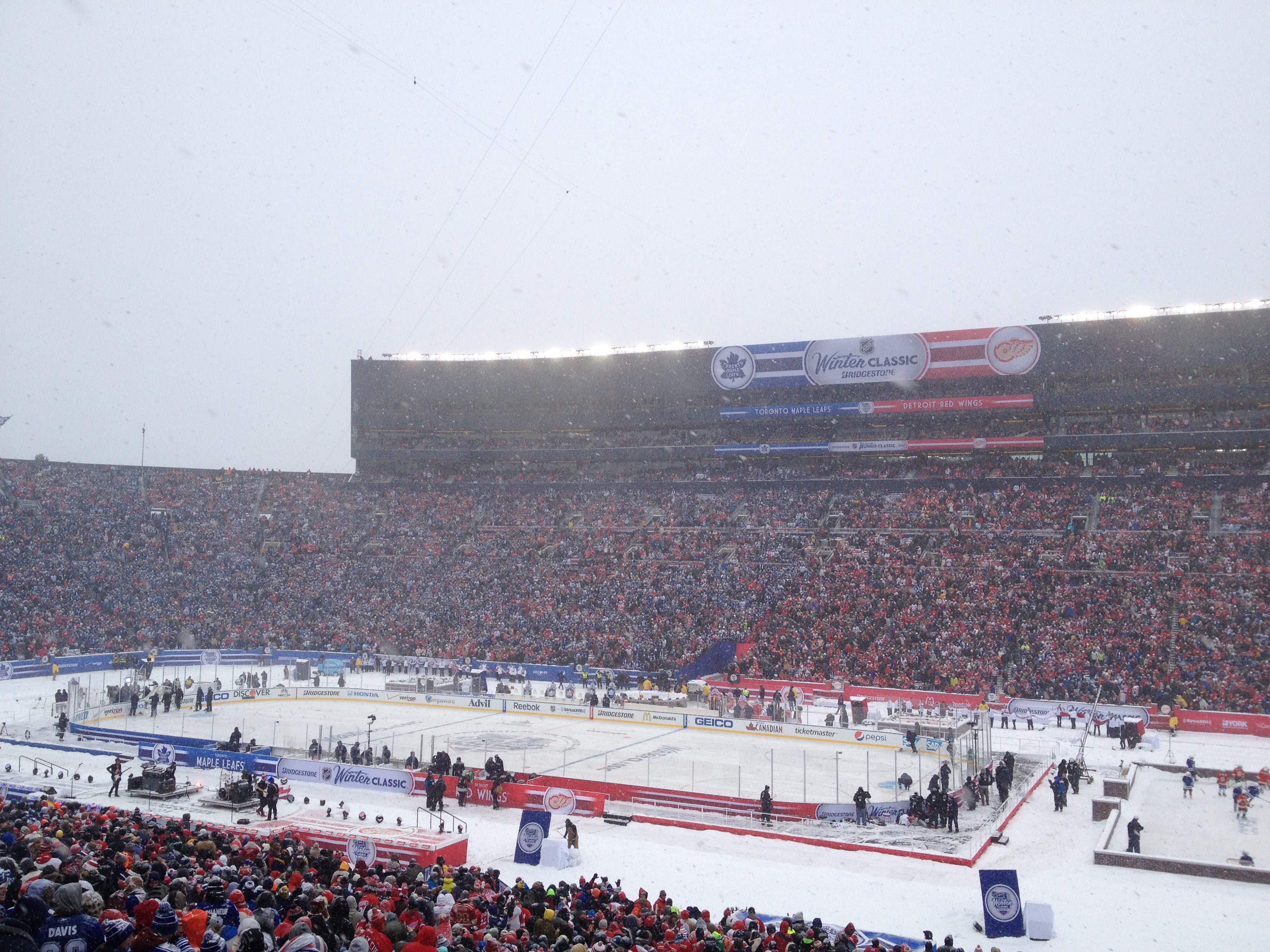
Das Stadion kurz vor Spielbeginn

### Vergabeprozess
Beim The Big Chill at the Big House, einem Spiel zwischen den Mannschaften der University of Michigan und der Michigan State University, war im Dezember 2010 mit 104.173 Zuschauern ein neuer Rekord für ein Eishockeyspiel aufgestellt worden. Dieses Spiel gab Anlass, auch ein NHL Winter Classic im Michigan Stadium auszutragen. Im Februar 2012 gab die NHL bekannt, dass das Winter Classic des Jahres 2013 in Ann Arbor stattfinden sollte. 
Mit den Toronto Maple Leafs sollte zum ersten Mal ein kanadisches Team teilnehmen. Dies ist auch auf das Stanley-Cup-Finale der Saison 2010/11 zurückzuführen, bei dem der übertragende Sender NBC ein erhöhtes Zuschauerinteresse festgestellt hatte, da mit den Vancouver Canucks ebenfalls ein kanadisches Team beteiligt war. Zusätzliches Interesse wurde dadurch geweckt, dass beide teilnehmenden Mannschaften Vertreter der Original Six sind.
Im November 2012 sagte die NHL das Winter Classic 2013 aufgrund des Lockouts der Saison 2012/13 ab und verschob es um ein Jahr. Dies war insofern von sportlicher Bedeutung, als dass die beiden teilnehmenden Teams durch die Umstrukturierung der Liga zu Beginn der Saison 2013/14 nun in der gleichen Division (Atlantic) spielten. Hätte das Winter Classic wie geplant am 1. Januar 2013 stattgefunden, wäre dies die einzige Partie der regulären Saison zwischen beiden Mannschaften gewesen – in der Saison 2013/14 trafen sie dagegen (inklusive Winter Classic) vier Mal aufeinander.
Im Rahmen des Winter Classic 2014 fand auch ein NHL Alumni Showdown statt. Dieser umfasste zwei Spiele zwischen ehemaligen Spielern beider Mannschaften, die bereits am 31. Dezember 2013 im Comerica Park in Detroit stattfanden. Die Red Wings gewannen beide Spiele (5:4 und 6:5).

### Sportliche Ausgangssituation
Vor dem Spiel hatten sowohl die Red Wings (18 Siege, 14 Niederlagen, 9 Niederlagen nach Overtime/Shootout) als auch die Maple Leafs (20-16-5) 45 Punkte aus 41 Spielen geholt. Dabei zeigte sich Detroit eher auswärts erfolgreich (12-4-3), während Toronto zu Hause eine deutlich bessere Statistik aufwies (14-8-1). Vor dem Spiel trafen die Teams in dieser Saison schon einmal aufeinander, weniger als zwei Wochen vor dem Winter Classic, am 21. Dezember 2013. Das Spiel gewannen die Red Wings in Toronto mit 5:4 nach Shootout. Zum Zeitpunkt des Spiels wären noch beide Teams (jeweils über Wild Cards) für die Play-offs qualifiziert gewesen, am Ende der Saison gelang dies nur den Red Wings.

## Spiel
Wie bereits in vorherigen Jahren liefen beide Mannschaften mit historisch inspirierten Trikots auf. Dabei wurden bei beiden Teams diverse Elemente (Muster, Logos) aus verschiedenen Epochen in einem Jersey vereint. Der bereits im Vorfeld erwartete Zuschauerrekord wurde mit 105.497 erreicht. Auch das mediale Interesse erreichte mit 8,234 Millionen Fernsehzuschauern in Nordamerika einen neuen Rekord für ein NHL-Spiel der regulären Saison.

### Verlauf
| 1. Januar 2014 13:30 Uhr (Ortszeit) | Detroit Red Wings Daniel Alfredsson (33:14) Justin Abdelkader (54:28) Pawel Dazjuk (Shootout) | 2:3 n. P. (0:0, 1:1, 1:1, 0:0, 0:1) Spielbericht | Toronto Maple Leafs James van Riemsdyk (39:23) Tyler Bozak (44:41) Joffrey Lupul (Shootout) Tyler Bozak (Shootout) | Michigan Stadium, Ann Arbor Zuschauer: 105.497 |

Als Three Stars wurden die beiden Torhüter Jimmy Howard und Jonathan Bernier sowie Maple-Leafs-Stürmer Tyler Bozak ausgezeichnet.

### Kader
| Detroit Red Wings   | Torhüter: Jimmy Howard, Petr Mrázek 1 Verteidiger: Danny DeKeyser, Jakub Kindl, Niklas Kronwall (A), Brian Lashoff, Kyle Quincey, Brendan Smith Angreifer: Justin Abdelkader, Daniel Alfredsson, Joakim Andersson, Todd Bertuzzi, Danny Cleary, Pawel Dazjuk (A), Patrick Eaves, Luke Glendening, Drew Miller, Gustav Nyquist, Tomáš Tatar, Henrik Zetterberg (C) Cheftrainer: Mike Babcock |
| Toronto Maple Leafs | Torhüter: Jonathan Bernier, James Reimer 1 Verteidiger: Cody Franson, Jake Gardiner, Carl Gunnarsson (A), Dion Phaneuf (C), Paul Ranger, Morgan Rielly Angreifer: Tyler Bozak, David Clarkson, Jerry D’Amigo, Peter Holland, Nazem Kadri, Phil Kessel, Nikolai Kuljomin, Joffrey Lupul (A), Jay McClement (A), Colton Orr, Mason Raymond, James van Riemsdyk Cheftrainer: Randy Carlyle     |
|                     | 1 Mrázek und Reimer standen als Ersatztorhüter im Kader, kamen allerdings beide nicht zum Einsatz. |